# Vaulry

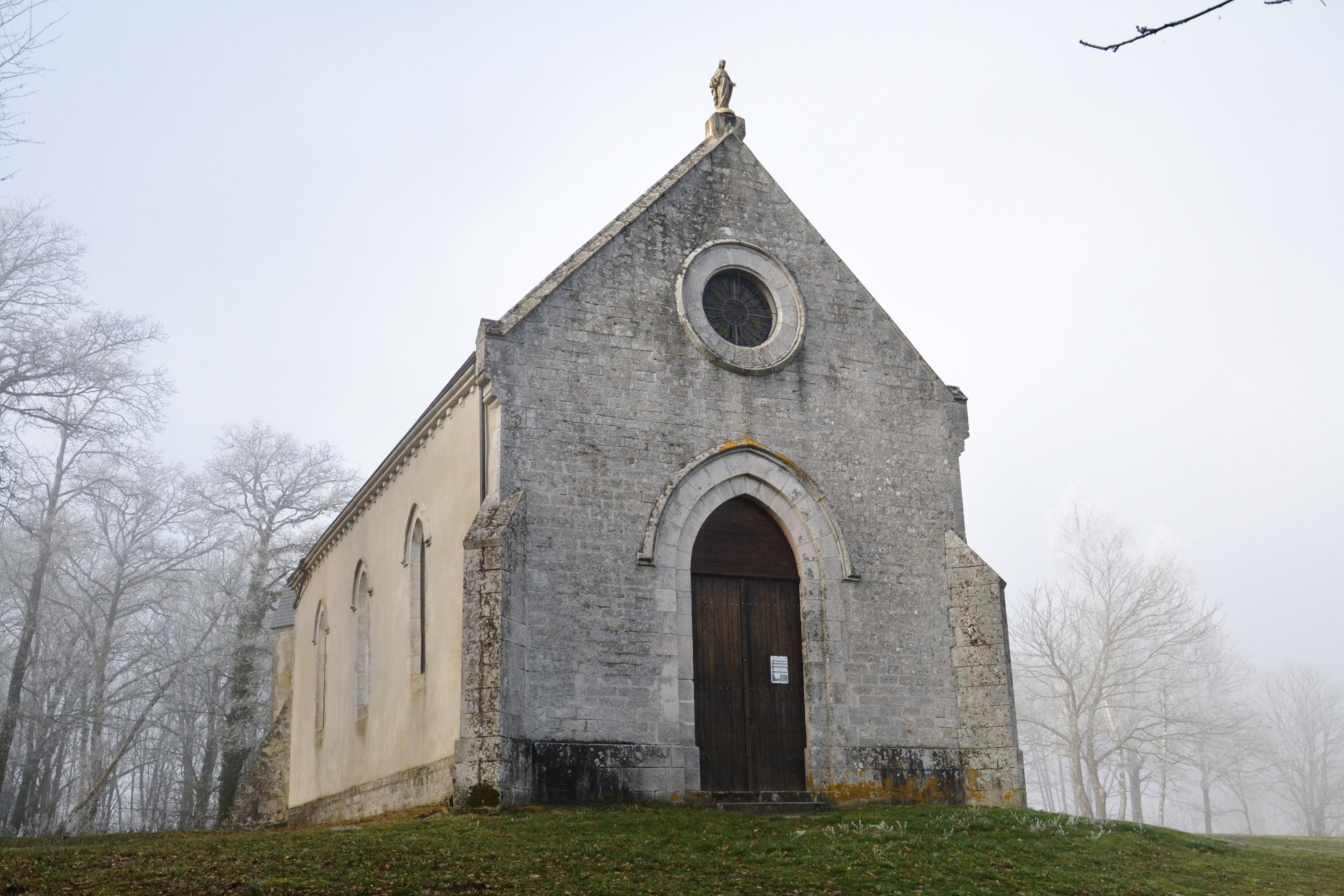
Kerk

Vaulry is een gemeente in het Franse departement Haute-Vienne (regio Nouvelle-Aquitaine) en telt 390 inwoners (1999). De plaats maakt deel uit van het arrondissement Bellac.

## Geografie
De oppervlakte van Vaulry bedraagt 15,9 km², de bevolkingsdichtheid is 24,5 inwoners per km².

## Verkeer en vervoer
In de gemeente ligt spoorwegstation Vaulry.
De onderstaande kaart toont de ligging van Vaulry met de belangrijkste infrastructuur en aangrenzende gemeenten.

## Demografie
Onderstaande figuur toont het verloop van het inwonertal (bron: INSEE-tellingen).